# Taiaro
Taiaro, ou Maro-taua, est un atoll situé dans l'archipel des Tuamotu en Polynésie française. Depuis 1977, Taiaro fait partie des sept atolls de la commune de Fakarava classés réserve de biosphère par l’UNESCO.

## Géographie
Taiaro est situé à 45 km à l'est de Raraka et de Kauehi, les deux atolls les plus proches, et à 530 km à l'est de Tahiti. C'est un atoll de forme ovoïde de 5,7 km de longueur et 3,6 km de largeur maximale pour une surface de terres émergées de 6 km2 culminant à 5 mètres au-dessus du niveau de la mer. Son lagon – complètement fermé, et hyper-salin, en raison de la fermeture de ses hoas par accumulation de sable et de graviers, mais communiquant occasionnellement lors de fortes tempêtes avec l'océan par des passes habituellement sèches ou tairuas –, est d'une surface de 12 km2 et d'une profondeur maximale de 25 m.
Taiaro est administrativement rattaché à la commune de Fakarava. L'atoll est la propriété privée de W. A. Robinson et est habité par cinq personnes (en mars 2016) qui en assurent le gardiennage. Le recensement de 2017 ne dénombre cependant que deux habitants permanents.

## Histoire

### Découverte par les Européens
La première mention de l'atoll a été faite par Robert FitzRoy le 13 novembre 1835, en faisant le dernier des atolls recensés et cartographié dans les Tuamotu. Du 29 août au 3 septembre 1839, l'atoll est visité par l'expédition américaine menée par Charles Wilkes qui le nomme King's Island,.
Au XIXe siècle, Taiaro devient un territoire français, peuplé d'une quinzaine habitants autochtones, où se développe la production d'huile de coco (avec environ quinze tonneaux par an vers 1860).
En 1977, l'atoll – avec six autres de la commune de Fakarava que sont Aratika, Fakarava, Kauehi, Niau, Raraka et Toau – est classé « réserve de biosphère » par l'UNESCO, classement renouvelé en 2006 et 2017,,.

### Période contemporaine
En 1977, Taiaro est déclaré zone protégée par l'UNESCO sous le nom de « réserve de la biosphère de l'atoll Taiaro ». Il est considéré par l'Union internationale pour la conservation de la nature comme l'un des plus importants conservatoires biologiques de Polynésie.

## Économie
Les quelques habitants de l'atoll pratiquent la production de la coprah.

## Faune et flore
Taiaro abrite vingt-trois espèces végétales différentes, originelles mis à part quelques cocotiers plantés, et son lagon, légèrement hypersalin, héberge vingt-trois espèces de mollusques et cinquante espèces de poissons différents.